# Il vecchio e il mare (film 1999)
Il vecchio e il mare (Старик и море) è un cortometraggio d'animazione del 1999, diretto da Aleksandr Konstantinovič Petrov e basato sull'omonimo romanzo di Ernest Hemingway. Il film è vincitore del Premio Oscar dell'edizione del 2000 come miglior cortometraggio d'animazione.

## Tecnica
Il cortometraggio è stato realizzato con la tecnica di animazione denominata "pittura su vetro" (Paint-on-glass animation).

## Riconoscimenti
- 2000 – Premio Oscar
  - Miglior cortometraggio d'animazione